# Lilly Reich

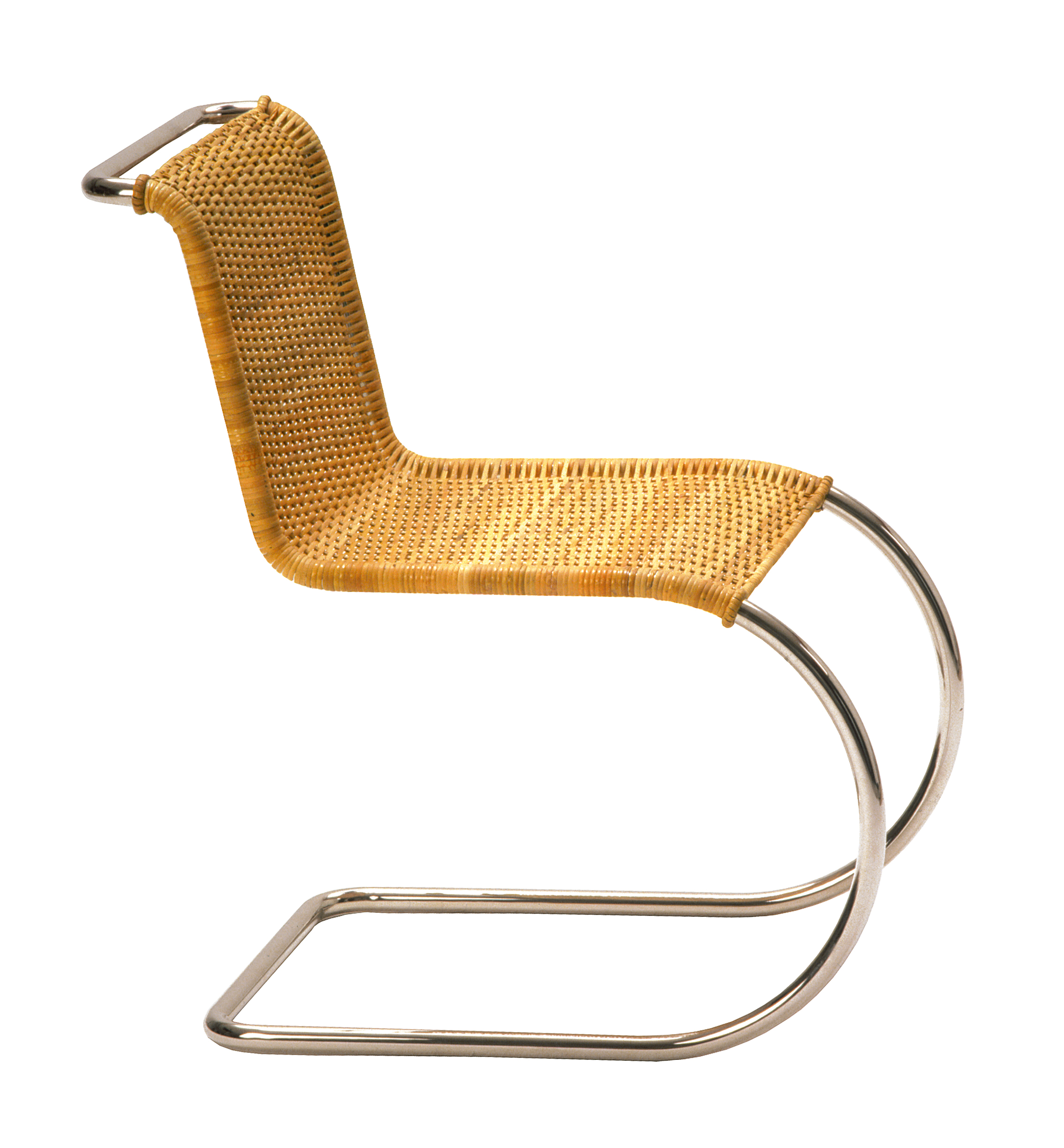
Silla Weissenhof, Lilly Reich, 1927

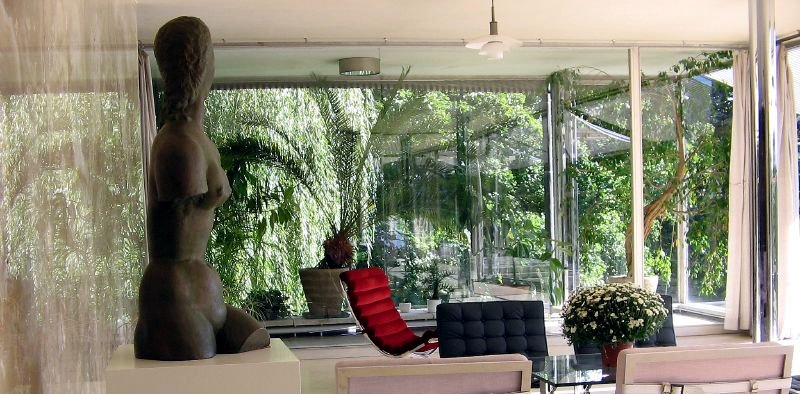
Villa Tugendhat, Lilly Reich y Ludwig Mies van der Rohe, 1929

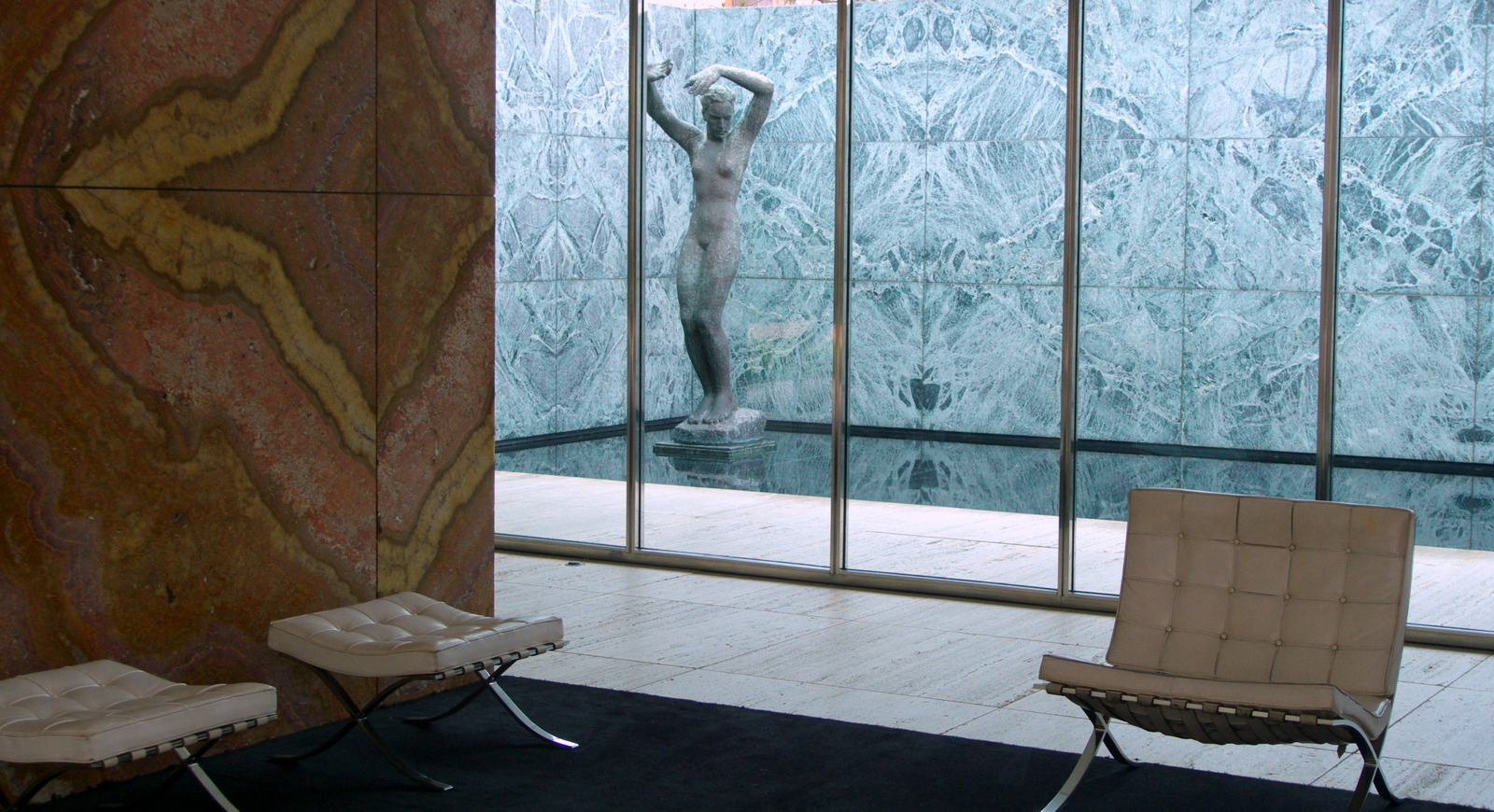
Pabellón de Alemania en Barcelona, Lilly Reich y Ludwig Mies van der Rohe, 1929

Lilly Reich (Berlín, 16 de junio de 1885-Berlín, 14 de diciembre de 1947) fue una diseñadora moderna alemana. Fue una de las pocas mujeres profesoras de la Bauhaus. Estuvo asociada con Ludwig Mies Van der Rohe durante más de diez años.

## Biografía
Nacida en Berlín, comenzó su carrera como diseñadora de vestidos de mujer. Esta experiencia desarrolló su interés por el contraste de texturas y materiales, y su aplicación en decoración. Comenzó a trabajar en los talleres de la Wiener Werkstätte en Viena en 1908, con el diseñador modernista Josef Hoffmann, responsable de varias sillas como la Kubus, la Cabinet, la Koller o la Broncia. Allí se formó con Else Oppler-Legband, cofundadora de la Deutscher Werkbund, con quien cursó también estudios en Berlín.

### Trayectoria profesional
Volvió a Alemania en 1911, recibiendo su primer encargo documentado: el diseño interior y de mobiliario para 32 habitaciones del Centro de la Juventud en Charlottenburg, realizando ese mismo año una instalación de ropa en los Grandes Almacenes Wertheim en Berlín.
En 1912 se unió a la Deutscher Werkbund, organización dedicada a promover el diseño y la producción industrial, participando en la promoción de los diseños y productos de origen alemán. Ese año formó parte de la Exposición La mujer en la casa y en el trabajo que tuvo lugar en los Jardines del Zoológico de Berlín donde diseñó el apartamento para un trabajador. En el escaparate de la farmacia Elefanten Apotheke de Berlín, utilizó el recurso que sería una característica específica de sus proyectos: mostrar los materiales por sí mismos como un signo de belleza.
En 1914 abrió su propio estudio, cuando sólo tenía 29 años, obteniendo rápidamente una buena reputación profesional. De hecho, tan sólo seis años después, logró convertirse en la primera mujer directora de la Deutscher Werkbund. Junto a Else Oppler-Legband y Anna Muthesius participó en la exposición de la Werkbund de Colonia, siendo una de las responsables de la exhibición dedicada a la vivienda moderna en 1914.
A causa de la Primera Guerra Mundial se centró en la moda y el mobiliario y acondicionó su taller como tienda. Su producción fue destacada en el periódico Fachblatt für Holzarbeiter en 1915. Ese mismo año organizó la Exposición para la Industria de la Moda en Berlín.
Como directora de la Werkbund preparó dos exposiciones en 1920. La primera fue Kunsthandwerk in der Mode ('La artesanía en la moda'), en Berlín. La segunda estuvo dedicada al diseño alemán en el Museo de Arte de Newark de Estados Unidos.
Entre 1922 y 1926, Reich asumió la dirección de la Casa de la Werkbund que se construyó en los terrenos de la Feria Internacional de Frankfurt. Además fue la responsable del Taller de Diseño de Exposiciones y Moda para la Werkbund en la Feria, que se realizaba anualmente en primavera y otoño.
Reich viajó con Ferdinand Kramer a Inglaterra y Holanda para conocer las propuestas de las nuevas políticas de vivienda masiva en 1924, y diseñó la exposición itinerante Die Form.
Ese año, conoció a Ludwig Mies Van der Rohe y comenzaron a colaborar. En 1926 se trasladó de Fráncfort del Meno a Berlín para trabajar con el arquitecto, convirtiéndose en su compañera personal y profesional durante 12 años. En 1927 diseñaron el Café  "Terciopelo y Seda" de la Exposición de moda femenina de Berlín, en la que el color juega un papel muy importante: el terciopelo negro, rojo y naranja, y la seda negra y amarillo limón. Trabajaron juntos en el proyecto de edificio de apartamentos de la exhibición de la Werkbund de Stuttgart en 1928.
En 1929 debido a los éxitos obtenidos en la exposición de 1928 Mies van der Rohe y Reich fueron nombrados directores artísticos de la Sección Alemana de la Exposición Internacional de Barcelona, para la cual diseñaron los espacios expositivos de las secciones industrialesy el Pabellón Alemán donde por primera vez se exhibió la silla Barcelona. La colaboración de ambos arquitectos fue muy estrecha. Es reconocido el papel de coautoría de Reich en estas obras así como en la casa Wolf en 1925, la casa Tugendhat de 1929, la casa Lange de 1930 y el departamento para Philip Johnson (1930).Para estos proyectos hicieron los diseños de las sillas Barcelona y Brno.
Entre las propuestas propias de Reich cabe destacar la del bloque con apartamentos mínimos de estructura lineal y abierta realizados para la Exposición de arquitectura alemana en Berlín en 1931. Su propuesta de espacio mínimo, libre de convencionalismos, es un único ambiente dividido con muebles que permite realizar todas las actividades de la casa a la vez que fuera compatible con su utilización como lugar de trabajo. En este caso, la cocina es un mueble más que resuelve las necesidades mínimas en el espacio de un armario, que se cierra con persiana deslizante, quedando oculta de la vista del espacio del salón o trabajo. Todos sus trabajos responden a la búsqueda de la máxima simplicidad, eficiencia y mínimo cuidado diario, aportes que derivan del conocimiento del trabajo doméstico y de su deseo de liberarse del tiempo que insumen.
En 1932 fue invitada por Mies a dar clase en la Bauhaus de Dessau, para dirigir el taller de diseño de interiores y de tejidos, con Otti Berger como adjunta, y simultáneamente llevó los mismos talleres en la Bauhaus de Berlín. Fue una de las pocas mujeres profesoras de esta escuela, junto con Gunta Stölzl.
El último trabajo conjunto en Berlín fue el Pabellón alemán para la Exposición Internacional de París de 1937. Cuando Mies se trasladó a Estados Unidos en 1937, Reich quedó a cargo del estudio y los negocios de él, así como de su familia (su mujer y tres hijos) que permanecieron en Alemania, tareas que realizó hasta su muerte.
En septiembre de 1939 Reich visitó a Mies en Estados Unidos, donde colaboró en el proceso de proyecto del ITT de Chicago. Su interés en quedarse no fue compartido por él, y ella regresó a Alemania en los peores momentos de la Segunda Guerra Mundial. Nunca más se volvieron a ver, pero mantuvieron una relación epistolar hasta la muerte de ella. Durante la guerra Lilly cuidó del archivo personal de Mies, que constaba de más de 2000 dibujos, almacenándolo en una granja en las afueras de Berlín para que no fueran bombardeados. Junto a los dibujos de Mies salvó más de 900 de ella que forman hoy día el archivo del MoMA.
Durante la guerra trabajó en el grupo de ingenieros militares Organización Todt (OT). Al finalizar la contienda fue durante dos años profesora de la Universidad de Berlín donde enseñó diseño de interiores y teoría de la edificación. También volvió a abrir su estudio de arquitectura, diseño y moda, hasta su muerte en 1947.

## Premios y reconocimientos
- En 1945 fue nombrada miembro de la Academia de Bellas Artes de Berlín.[16]
- En 1996 el MoMA realizó una exposición monográfica sobre Reich, siendo la primera mujer cuya obra fue presentada en este museo.[17]
- En 2016 el mismo museo organizó la exhibición How should we live? con diseños de Lilly Reich, Eileen Gray, Charlotte Perriand, Florence Knoll, Margarete Schütte-Lihotzky y Charles y Ray Eames.[18]
- La villa Tugendhat ha sido declarada Patrimonio de la Humanidad por la Unesco en 2002.[19]